# Sarcophaga rageaui
Sarcophaga rageaui är en tvåvingeart som beskrevs av Rickenbach 1966. Sarcophaga rageaui ingår i släktet Sarcophaga och familjen köttflugor. Inga underarter finns listade i Catalogue of Life.